# Gerhard Schneider (Romanist)
Gerhard Schneider (* 25. November 1938 in Duisburg) ist ein emeritierter Professor für Romanistik an der Johann Wolfgang Goethe-Universität in Frankfurt am Main.
Gerhard Schneider wurde 1969 zum Doktor der Philosophie promoviert. Von 1971 bis 1973 war er Wissenschaftlicher Assistent am Romanistischen Seminar der Freien Universität Berlin. Seit 1973 hatte er eine Professur am Institut für Romanische Sprachen und Literaturen an der Universität Frankfurt am Main inne.
Ab 1974 wurden Disziplinarverfahren gegen Schneider eingeleitet, weil er in einer Presseerklärung den Tod des Arbeiters Günter Routhier bei einem Arbeitsgerichtsprozess in Duisburg als „Polizeimord“ bezeichnet hatte. 1976 kandidierte Gerhard Schneider bei der Bundestagswahl 1976 für die maoistische Kommunistische Partei Deutschlands.
Wissenschaftlich war Schneider nicht sehr produktiv. Zwei seiner Werke, an denen er beteiligt war, erschienen in Parteiverlagen der maoistischen KPD.

## Veröffentlichungen
- Der Libertin: zur Geistes- und Sozialgeschichte des Bürgertums im 16. und 17. Jahrhundert, Stuttgart: J. B. Metzler 1970 (Studien zur allgemeinen und vergleichenden Literaturwissenschaft; 4)
- (Als Mitglied einer Arbeitsgruppe): Die politische Lithographie im Kampf um die Pariser Kommune, Köln: Gaehme, Henke 1976
- Großbürgerliche Aufklärung als Klassenversöhnung, Berlin: Oberbaumverlag 1976 (Materialistische Wissenschaft; 3) ISBN 3-87628-054-0